# Gino Weber
Gino Weber (Glanerbrug, 25 september 1969 – Enschede, 18 juli 2003) was een Nederlands voetballer. In zijn korte carrière als profvoetballer kwam hij uit voor FC Twente en Heracles.
Weber speelde in zijn jeugd voor VOGIDO uit Enschede. Zijn talent bleef niet onopgemerkt, hij werd uitgenodigd voor de Twentse selectie en het Nederlands elftal onder de 14 jaar. In de nationale selectie was hij de enige speler van een amateurclub, te midden van leeftijdsgenoten als Frank de Boer, Ronald de Boer, Richard Witschge, Bryan Roy en streekgenoot Wilfried Elzinga. Hij werd begeleid door oud-voetballer Issy ten Donkelaar. 
Martin Jol werd in zijn Twentetijd als speler zo geïmponeerd door Gino dat hij hem op 11-jarige leeftijd uitnodigde om een week mee te trainen bij zijn nieuwe club West Bromwich Albion.Hoe goed Gino Weber in aanleg kon voetballen schetste Martin Jol in één kernachtige zin:'In Gino zag ik een kruising tussen Johan Cruijff en George Best.' 
In 1984 stapte Weber over naar de jeugd van FC Twente, waar op hetzelfde moment ook zijn twee jaar oudere broer Ben Weber een contract tekende. Zijn ontwikkeling verliep voorspoedig, totdat hij in 1986 betrapt werd op het stelen van geld uit het spelershome. Mede dankzij technisch directeur Kees Rijvers van FC Twente kreeg hij echter een nieuwe kans en werd hij aan de start van het seizoen 1987/88 van de jeugd naar de eerste selectie overgeheveld.
Op 30 april 1989 maakte Weber zijn debuut in de Eredivisie, als invaller voor Pieter Huistra in een wedstrijd van Twente tegen FC Groningen. Het zou zijn enige optreden op het hoogste niveau zijn. Mede door een drank- en gokverslaving en geregelde blessures bleef een doorbraak uit. Hij werd verhuurd aan Heracles en ging in de zomer van 1990 definitief over naar de Almelose club. Ook dat niveau bleek hij niet aan te kunnen en een jaar later werd hij vanwege blessures die hij zich voorwendde en psychische problemen afgekeurd voor het betaald voetbal.
Na zijn carrière raakte Weber in een neerwaartse spiraal. Hij leed aan borderline en werd veroordeeld tot een half jaar gevangenisstraf wegens een overval op een tankstation. Op 18 juli 2003 werd hij levenloos in zijn woning aangetroffen, met naast zich een lege whiskyfles en een leeg pakje antidepressiva.
Zijn broer Ben bracht in 2011 het boek "Mijn broer Gino en ik. De dood van een toptalent." uit.